# Lijst van afleveringen van Without a Trace
Dit is een lijst met afleveringen van de Amerikaanse televisieserie Without a Trace. De serie telt 7 seizoenen. Een overzicht van alle afleveringen is hieronder te vinden.

## Seizoen 1: 2002-2003
| Afl. | Titel aflevering | Uitzenddatum VS   |
| ---- | --- | ----------------- |
| 1    | Pilot | 26 september 2002 |
| 1    | Het team vermiste personen uit New York, onder leiding van agent John Michael "Jack" Malone (Anthony LaPaglia), wordt ingeschakeld om een succesvol marketingtalent te vinden. Ondanks haar successen bleek de vrouw ongelukkig te zijn met haar leven. Het team vermoedt dat zij suïcidaal is, maar verandert van gedachten wanneer een brief wordt gevonden bij het huis van haar moeder. Een ontvoerder eist $1 miljoen in ruil voor haar vrijlating. Het team met agenten Samantha "Sam" Spade (Poppy Montgomery), Vivian "Viv" Johnson (Marianne Jean-Baptiste) en Danny Taylor (Enrique Murciano) heeft een gevecht tegen de klok om de vrouw te redden. Hun nieuwe collega Martin Fitzgerald (Eric Close) maakt bij zijn eerste zaak een levensgevaarlijke fout. |                   |
| 1    | Gastrollen, oa.: Arija Bareikis, Thom Barry, Bruce Davison, Rosemary Forsyth, Zach Grenier. |                   |
| 2    | Birthday Boy | 3 oktober 2002    |
| 2    | Een 11-jarige jongen verdwijnt op zijn verjaardag. Onderweg naar een honkbalwedstrijd van de New York Yankees in het Yankee Stadium verliest zijn vader hem uit het oog in een metrostation. De volgende dag is de jongen nog steeds nergens verschenen. |                   |
| 2    | Gastrollen, oa.: Megan Gallagher, David Henrie, Colton James, David Paymer. |                   |
| 3    | He Saw, She Saw | 10 oktober 2002   |
| 3    | Een vrouw wordt ontvoerd in de parkeergarage van een winkelcentrum. Verschillende omstanders, waaronder haar echtgenoot, zien het gebeuren. De man blijkt tegen het team te verzwijgen dat hun huwelijk al lange tijd niet goed loopt. |                   |
| 3    | Gastrollen, oa.: Stacy Edwards, Rick Ravanello, Kyle Secor. |                   |
| 4    | Between The Cracks | 17 oktober 2002   |
| 4    | Het team onderzoekt de verdwijning van een 19-jarig model en verkoopster. De jonge vrouw liet haar telefoon, kat en een halfgepakte koffer achter in haar appartement. Ze blijkt al een week nergens meer te zijn verschenen. Ondertussen heeft Jack een gesprek met een man wiens zoon vijf jaar geleden verdween. |                   |
| 4    | Gastrollen, oa.: Kaitlin Doubleday, Charles S. Dutton. |                   |
| 5    | Suspect | 24 oktober 2002   |
| 5    | Een 17-jarige leerling van een kostschool wordt vermist. De jongen was niet meer gelukkig op de school en wilde vertrekken. Zijn auto is een paar kilometer van de school leeg aangetroffen met een klapband. De laatste weken was de jongen vaak in het bijzijn van de directeur van de kostschool. Jack focust het onderzoek op hem en gaat ver om zijn gelijk te krijgen. |                   |
| 5    | Gastrollen, oa.: Conor O'Farrell, Kathleen Garrett. |                   |
| 6    | Silent Partner | 31 oktober 2002   |
| 7    | Snatch Back | 7 november 2002   |
| 8    | Little Big Man | 14 november 2002  |
| 9    | In Extremis | 21 november 2002  |
| 10   | Midnight Sun | 12 december 2002  |
| 11   | Maple Street | 9 januari 2003    |
| 12   | Underground Railroad | 16 januari 2003   |
| 13   | Hang on to Me | 30 januari 2003   |
| 14   | The Friendly Skies | 6 februari 2003   |
| 15   | There Goes the Bride | 20 februari 2003  |
| 16   | Clare de Lune | 27 februari 2003  |
| 17   | Kam Li | 13 maart 2003     |
| 18   | The Source | 3 april 2003      |
| 19   | Victory for Humanity | 10 april 2003     |
| 20   | No Mas | 24 april 2003     |
| 21   | Are You Now or Have You Ever Been | 1 mei 2003        |
| 22   | Fallout: Part 1 | 8 mei 2003        |
| 23   | Fallout: Part 2 | 15 mei 2003       |

## Seizoen 2
| Nr. | Titel aflevering   | Uitzenddatum VS   |
| --- | ------------------ | ----------------- |
| 1   | The Bus            | 25 september 2003 |
| 2   | Revelations        | 2 oktober 2003    |
| 3   | Confidence         | 9 oktober 2003    |
| 4   | Prodigy            | 23 oktober 2003   |
| 5   | Copy Cat           | 30 oktober 2003   |
| 6   | Sons and Daughters | 6 november 2003   |
| 7   | A Tree Falls       | 13 november 2003  |
| 8   | Trip Box           | 20 november 2003  |
| 9   | Moving On          | 11 december 2003  |
| 10  | Coming Home        | 18 december 2003  |
| 11  | Exposure           | 8 januari 2004    |
| 12  | Hawks and Handsaws | 15 januari 2004   |
| 13  | Life Rules         | 29 januari 2004   |
| 14  | The Line           | 5 februari 2004   |
| 15  | Wannabe            | 12 februari 2004  |
| 16  | Risen              | 19 februari 2004  |
| 17  | Gung-Ho            | 26 februari 2004  |
| 18  | Legacy             | 11 maart 2004     |
| 19  | Doppelgänger       | 25 maart 2004     |
| 20  | Shadows            | 15 april 2004     |
| 21  | Two Families       | 29 april 2004     |
| 22  | The Season         | 6 mei 2004        |
| 23  | Lost and Found     | 13 mei 2004       |
| 24  | Bait               | 20 mei 2004       |

## Seizoen 3
| Nr. | Titel aflevering         | Uitzenddatum VS   |
| --- | ------------------------ | ----------------- |
| 1   | In the Dark              | 23 september 2004 |
| 2   | Thou Shalt Not...        | 7 oktober 2004    |
| 3   | Light Years              | 14 oktober 2004   |
| 4   | Upstairs Downstairs      | 21 oktober 2004   |
| 5   | American Goddess         | 28 oktober 2004   |
| 6   | Nickel and Dimed         | 4 november 2004   |
| 7   | Nickel and Dimed: Part 2 | 11 november 2004  |
| 8   | Doppelganger: Part 2     | 18 november 2004  |
| 9   | Trials                   | 25 november 2004  |
| 10  | Malone v. Malone         | 9 december 2004   |
| 11  | 4.0                      | 6 januari 2005    |
| 12  | Penitence                | 13 januari 2005   |
| 13  | Volcano                  | 3 februari 2005   |
| 14  | Neither Rain Nor Sleet   | 10 februari 2005  |
| 15  | Party Girl               | 17 februari 2005  |
| 16  | Manhunt                  | 24 februari 2005  |
| 17  | Lone Star                | 10 maart 2005     |
| 18  | Transitions              | 31 maart 2005     |
| 19  | Second Sight             | 14 april 2005     |
| 20  | The Bogie Man            | 4 mei 2005        |
| 21  | Off the Tracks           | 5 mei 2005        |
| 22  | John Michaels            | 12 mei 2005       |
| 23  | End Game                 | 19 mei 2005       |

## Seizoen 4
| Nr. | Titel aflevering    | Uitzenddatum VS   |
| --- | ------------------- | ----------------- |
| 1   | Showdown            | 29 september 2005 |
| 2   | Safe                | 6 oktober 2005    |
| 3   | From the Ashes      | 13 oktober 2005   |
| 4   | Lost Time           | 20 oktober 2005   |
| 5   | Honor Bound         | 27 oktober 2005   |
| 6   | Viuda Negra         | 3 november 2005   |
| 7   | The Innocents       | 10 november 2005  |
| 8   | A Day in the Life   | 17 november 2005  |
| 9   | Freefall            | 24 november 2005  |
| 10  | When Darkness Falls | 8 december 2005   |
| 11  | Blood Out           | 4 januari 2006    |
| 12  | Patient X           | 19 januari 2006   |
| 13  | Rage                | 26 januari 2006   |
| 14  | Odds or Evens       | 2 februari 2006   |
| 15  | The Stranger        | 9 februari 2006   |
| 16  | The Little Things   | 2 maart 2006      |
| 17  | Check Your Head     | 9 maart 2006      |
| 18  | The Road Home       | 30 maart 2006     |
| 19  | Expectations        | 13 april 2006     |
| 20  | More Than This      | 20 april 2006     |
| 21  | Shattered           | 27 april 2006     |
| 22  | Requiem             | 4 mei 2006        |
| 23  | White Balance       | 11 mei 2006       |
| 24  | Crossroads          | 18 mei 2006       |

## Seizoen 5
| Nr. | Titel aflevering        | Uitzenddatum VS   |
| --- | ----------------------- | ----------------- |
| 1   | Stolen                  | 24 september 2006 |
| 2   | Candy                   | 1 oktober 2006    |
| 3   | 911                     | 8 oktober 2006    |
| 4   | All for One             | 15 oktober 2006   |
| 5   | The Damage Done         | 22 oktober 2006   |
| 6   | The Calm Before         | 29 oktober 2006   |
| 7   | All the Sinners, Saints | 5 november 2006   |
| 8   | Win Today               | 12 november 2006  |
| 9   | Watch Over Me           | 19 november 2006  |
| 10  | The Thing with Feathers | 3 december 2006   |
| 11  | Fade-Away               | 10 december 2006  |
| 12  | Tail Spin               | 7 januari 2007    |
| 13  | Eating Away             | 14 januari 2007   |
| 14  | Primed                  | 21 januari 2007   |
| 15  | Desert Springs          | 18 februari 2007  |
| 16  | Without You             | 4 maart 2007      |
| 17  | Deep Water              | 11 maart 2007     |
| 18  | Connections             | 18 maart 2007     |
| 19  | At Rest                 | 25 maart 2007     |
| 20  | Skin Deep               | 8 april 2007      |
| 21  | Crash and Burn          | 15 april 2007     |
| 22  | One and Only            | 29 april 2007     |
| 23  | Two of Us               | 6 mei 2007        |
| 24  | The Beginning           | 10 mei 2007       |

## Seizoen 6
| Nr. | Titel aflevering                                                    | Uitzenddatum VS   |
| --- | ------------------------------------------------------------------- | ----------------- |
| 1   | Lost Boy                                                            | 27 september 2007 |
| 2   | Clean Up                                                            | 4 oktober 2007    |
| 3   | Res Ipsa                                                            | 11 oktober 2007   |
| 4   | Baggage                                                             | 25 oktober 2007   |
| 5   | Run                                                                 | 1 november 2007   |
| -   | Who and What (CSI: Crime Scene Investigation cross-over/aflevering) | 8 november 2007   |
| 6   | Where and Why (CSI: Crime Scene Investigation cross-over)           | 8 november 2007   |
| 7   | Absalom                                                             | 15 november 2007  |
| 8   | Flight/Fight                                                        | 22 november 2007  |
| 9   | One Wrong Move                                                      | 6 december 2007   |
| 10  | Claus and Effect                                                    | 13 december 2007  |
| 11  | 4G                                                                  | 10 januari 2008   |
| 12  | Article 32                                                          | 17 januari 2008   |
| 13  | Hard Reset                                                          | 3 april 2008      |
| 14  | A Bend In the Road                                                  | 10 april 2008     |
| 15  | Deja Vu                                                             | 24 april 2008     |
| 16  | A Dollar and a Dream                                                | 1 mei 2008        |
| 17  | Driven                                                              | 8 mei 2008        |
| 18  | Satellites                                                          | 15 mei 2008       |

## Seizoen 7
| Nr. | Titel aflevering                   | Uitzenddatum VS   | Uitzenddatum VL (VTM) |
| --- | ---------------------------------- | ----------------- | --------------------- |
| 1   | Closure                            | 23 september 2008 | 30 augustus 2010      |
| 2   | 22 x 42                            | 30 september 2008 | 6 september 2010      |
| 3   | Last Call                          | 14 oktober 2008   | 13 september 2010     |
| 4   | True/False                         | 21 oktober 2008   | 20 september 2010     |
| 5   | Rise and Fall                      | 28 oktober 2008   | 27 september 2010     |
| 6   | Live to Regret                     | 11 november 2008  | 4 oktober 2010        |
| 7   | Rewind                             | 18 november 2008  | 11 oktober 2010       |
| 8   | Better Angels                      | 25 november 2008  | 18 oktober 2010       |
| 9   | Push Comes to Shove                | 2 december 2008   | 25 oktober 2010       |
| 10  | Cloudy with a Chance of Gettysburg | 16 december 2008  | 1 november 2010       |
| 11  | Wanted                             | 6 januari 2009    | 8 november 2010       |
| 12  | Believe Me                         | 13 januari 2009   | 15 november 2010      |
| 13  | Once Lost                          | 27 januari 2009   | 22 november 2010      |
| 14  | Friends and Neighbors              | 3 februari 2009   | 29 november 2010      |
| 15  | Chameleon                          | 10 februari 2009  | 6 december 2010       |
| 16  | Skeletons                          | 17 februari 2009  | 13 december 2010      |
| 17  | Voir Dire                          | 17 maart 2009     | 20 december 2010      |
| 18  | Daylight                           | 31 maart 2009     | 27 december 2010      |
| 19  | Heartbeats                         | 7 april 2009      | 3 januari 2011        |
| 20  | Hard Landing                       | 14 april 2009     | 10 januari 2011       |
| 21  | Labyrinths                         | april 2009        | 17 januari 2011       |
| 22  | Devotion                           | 5 mei 2009]       | 24 januari 2011       |
| 23  | True                               | 12 mei 2009       | 31 januari 2011       |
| 24  | Undertow                           | 19 mei 2009       | 7 februari 2011       |